# Alfons Schöne
Alfons Schöne (fl. XX secolo) è stato uno schermidore tedesco.
Partecipò ai Giochi della II Olimpiade che si svolsero a Parigi nel 1900. Prese parte alla gara di sciabola individuale, in cui fu eliminato al primo turno.